# Ricardo Lagos

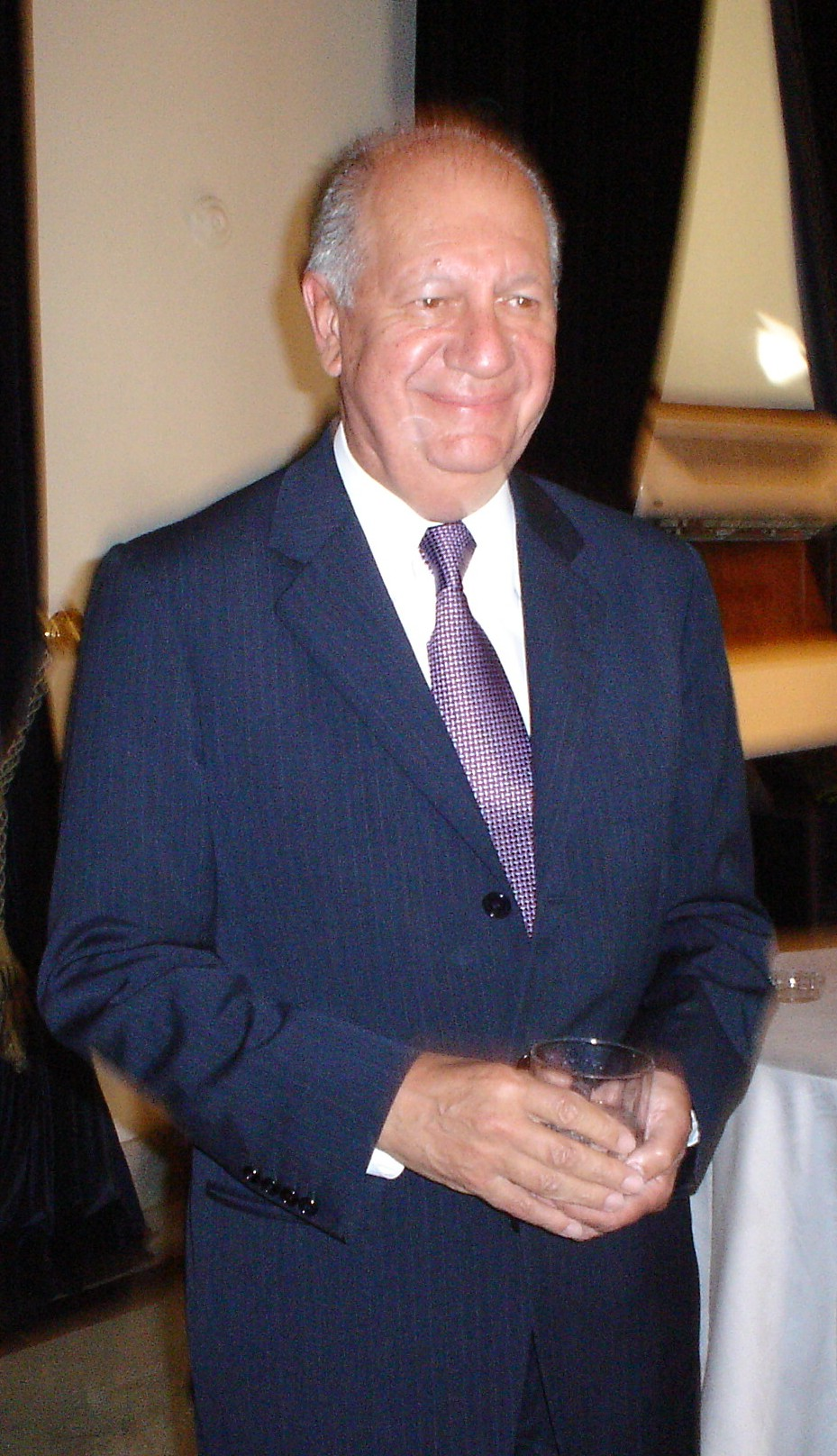
Ricardo Lagos (2006)

Ricardo Froilán Lagos Escobar (* 2. März 1938 in Santiago de Chile) ist ein chilenischer Politiker, und war vom 11. März 2000 bis zum 11. März 2006 Präsident von Chile.

## Leben
1954 begann Ricardo Lagos das Jurastudium an der Universidad de Chile. 1960 schloss er sein Studium mit Auszeichnung ab und wurde als Rechtsanwalt zugelassen. Er heiratete Carmen Weber, mit der er zwei Kinder hat, darunter der Senator Ricardo Lagos Weber. Er promovierte an der Duke University und ließ anschließend die Ehe mit Weber annullieren. Nach einer Tätigkeit an der volkswirtschaftlichen Fakultät wurde er 1967 zum Direktor der Escuela de Ciencias Políticas y Administrativas, bis er 1969 zum Generalsekretär der Universidad de Chile berufen wurde.
Im selben Jahr lernte er Luisa Durán kennen, die er 1971 heiratete. An der juristischen Fakultät der Universidad de Chile erhielt er eine Wirtschafts-Professur und arbeitete in verschiedenen Ämtern an seiner Alma Mater sowie als Gastprofessor an der University of North Carolina Chapel Hill in den USA.
In den 1970er Jahren bezeichnete sich Lagos selbst als „unabhängigen Linken“; 1961 verließ er die Radikale Partei Chiles, als diese ins Kabinett der Regierung von Jorge Alessandri eintritt. Ohne diplomatische Erfahrung unterstützte Lagos den chilenischen Botschafter bei den Vereinten Nationen, wo er die Entscheidung des US-Präsidenten Richard Nixon scharf kritisierte, die Golddeckung des US-Dollars aufzugeben. 1972 wollte ihn Chiles Präsident Salvador Allende zum chilenischen Botschafter in Moskau ernennen, was aber der Kongress verweigerte. Lagos blieb bei den UN in verschiedenen Missionen.
Der Staatsstreich von Augusto Pinochet zwang ihn 1973 ins Exil. Er arbeitete weiter für die Vereinten Nationen, bis er in deren Auftrag 1978 nach Chile zurückkehrte und dort für den Internationalen Währungsfonds tätig war. Im selben Jahr übernahm er zusätzlich eine wirtschaftswissenschaftliche Professur in Santiago und wurde Direktor der Lateinamerikanischen Fakultät für Sozialwissenschaften (Facultad Latinoamericana de Ciencias Sociales, FLACSO).
In den 1980er Jahren zählte Lagos zu den führenden Köpfen, die für die Wiedereinführung der Demokratie in Chile kämpften. Lagos führte die Sozialistische Partei Chiles und wurde zum Präsidenten der Alianza Democrática, einem Bündnis von Oppositionsgruppen, die gegen das Regime von General Pinochet eintraten. 1983 gab Lagos seine Anstellung bei den UN auf und wurde Präsident der „Demokratischen Allianz“, in der die wichtigsten gegen Pinochet eingestellten Parteien zusammenarbeiteten. 1987 war Lagos an der Gründung der Partido por la Democracia (Partei für die Demokratie) beteiligt und warb als Vorsitzender des „Komitees der Linken für freie Wahlen“ öffentlich bei seinen Landsleuten dafür, sich in die Wählerregister eintragen zu lassen und beim anstehenden Volksentscheid von 1988 mit „Nein“ gegen eine Fortsetzung der Pinochet-Herrschaft zu stimmen.
Ricardo Lagos wurde immer mehr zum unbestrittenen Oppositionsführer gegenüber der Pinochet-Regierung und trat auch im Fernsehen mutig gegen den mächtigen General auf. Nach dem Sieg der Opposition beim Volksentscheid verzichtete er allerdings darauf, für das Oppositionsbündnis Concertación de Partidos por la Democracia (kurz: Concertación) für die Präsidentschaft zu kandidieren und überließ die Kandidatur dem Christdemokraten Patricio Aylwin, der stärker in der politischen Mitte stand.
Im Jahr 1990 ernannte ihn Aylwin zum Erziehungsminister. 1993 scheiterte Lagos bei den bündnis-internen Vorwahlen am Christdemokraten Eduardo Frei Ruiz-Tagle, unterstützte aber weiterhin das von den Sozialisten mitgetragene Wahl- und Regierungsbündnis. Frei ernannte ihn nach der Wahl zum Minister für Bauwesen (Obras Públicas).
1999 wurde Lagos Präsidentschaftskandidat, nachdem er bei den Vorwahlen seinen Kontrahenten, den Christdemokraten Andrés Zaldívar geschlagen hatte. Bei den Wahlen im Dezember kam es zu keiner absoluten Mehrheit, in einer Stichwahl im Januar 2000 schlug er seinen Gegner Joaquín Lavín, der dem Pinochet-Regime nahestand, mit 51,3 % der abgegebenen Stimmen und wurde nach Allende der zweite sozialistische Präsident Chiles.
2001 berief Lagos die Comisión Nacional de Prisión Política y Tortura ein, die die Situation der politischen Gefangenen unter der Pinochet-Diktatur und deren Folterung untersuchte. Lagos' Amtszeit war gekennzeichnet vom Abschluss mehrerer Freihandelsabkommen mit verschiedenen Ländern. Er erfreut sich großen Ansehens und hoher Popularität in der Bevölkerung.
Ricardo Lagos war von der Gründung 2007 bis 2024 Mitglied des Zusammenschlusses von herausragenden ehemaligen Staatsmännern und -frauen, Friedensaktivisten, Menschenrechtlern sowie prominenten Intellektuellen The Elders, der 2007 von Nelson Mandela auf Initiative von Peter Gabriel und Richard Branson gegründet wurde. Ziel der Gruppe ist es, die Erfahrung, die Beziehungen und den öffentlichen Einfluss der Mitglieder zur Lösung globaler Probleme einzusetzen.